# Mulege Airport
Mulege Airport är en flygplats i Mexiko.   Den ligger i kommunen Mulegé och delstaten Baja California Sur, i den västra delen av landet, 1 600 km nordväst om huvudstaden Mexico City. Mulege Airport ligger 4 meter över havet.
Terrängen runt Mulege Airport är kuperad åt sydväst, men österut är den platt. Havet är nära Mulege Airport åt nordost.  Trakten runt Mulege Airport är nära nog obefolkad, med mindre än två invånare per kvadratkilometer. Närmaste större samhälle är Mulegé, 2,6 km väster om Mulege Airport. Omgivningarna runt Mulege Airport är i huvudsak ett öppet busklandskap.